# Giải vô địch bóng đá nữ châu Á 1999
Giải vô địch bóng đá nữ châu Á 1999 diễn ra tại Philippines từ 7 tháng 11 đến 21 tháng 11 năm 1999. Đội tuyển vô địch là Trung Quốc sau khi đánh bại Trung Hoa Đài Bắc trong trận chung kết.

## Vòng bảng

### Bảng A
| Đội               | Tr | T | H | B | BT | BB | HS  | Đ  |
| ----------------- | -- | - | - | - | -- | -- | --- | -- |
| CHDCND Triều Tiên | 4  | 3 | 1 | 0 | 25 | 3  | +22 | 10 |
| Đài Bắc Trung Hoa | 4  | 3 | 1 | 0 | 23 | 2  | +21 | 10 |
| Việt Nam          | 4  | 2 | 0 | 2 | 9  | 16 | −7  | 6  |
| Ấn Độ             | 4  | 1 | 0 | 3 | 3  | 12 | −9  | 3  |
| Malaysia          | 4  | 0 | 0 | 4 | 1  | 28 | −27 | 0  |

| CHDCND Triều Tiên                                                                | 7–0 | Ấn Độ |
| -------------------------------------------------------------------------------- | --- | ----- |
| Ri Hyang-ok 8', 20' · Pak Jong-ae ?', 55' · Kim Pyol-hyui 77' · Oh Kum-ran 86' · |     |       |

| Đài Bắc Trung Hoa | 16–0 | Malaysia |
| ----------------- | ---- | -------- |
| Lin Chi-I         |      |          |

| CHDCND Triều Tiên | 12–1 | Việt Nam |
| ----------------- | ---- | -------- |
|                   |      |          |

| Ấn Độ | 3–0 | Malaysia |
| ----- | --- | -------- |
|       |     |          |

| Malaysia         | 1–5 | CHDCND Triều Tiên                                                             |
| ---------------- | --- | ----------------------------------------------------------------------------- |
| Ngah 48' (ph.đ.) |     | Oh Kum-ran 4' · Kim Pol-hyui 8' · Sin Kum-ok 11' · Jang 21' · Pak Jong-ae 30' |

| Đài Bắc Trung Hoa                                     | 4–1 | Việt Nam        |
| ----------------------------------------------------- | --- | --------------- |
| Huang Chung-Lan 26', 47' (ph.đ.) · Lin Chi-I 39', 90' |     | Lưu Ngọc Mai 3' |

| Đài Bắc Trung Hoa           | 1–1 | CHDCND Triều Tiên |
| --------------------------- | --- | ----------------- |
| Huang Chung-Lan 66' (ph.đ.) |     | Kim Pol-hyui 38'  |

| Ấn Độ | 0–3 | Việt Nam |
| ----- | --- | -------- |
|       |     |          |

| Việt Nam | 4–0 | Malaysia |
| -------- | --- | -------- |
|          |     |          |

| Đài Bắc Trung Hoa | 2–0 | Ấn Độ |
| ----------------- | --- | ----- |
|                   |     |       |

### Bảng B
| Đội        | Tr | T | H | B | BT | BB | HS  | Đ  |
| ---------- | -- | - | - | - | -- | -- | --- | -- |
| Trung Quốc | 4  | 4 | 0 | 0 | 41 | 2  | +39 | 12 |
| Hàn Quốc   | 4  | 3 | 0 | 1 | 30 | 5  | +25 | 9  |
| Kazakhstan | 4  | 2 | 0 | 2 | 16 | 15 | +1  | 6  |
| Guam       | 4  | 1 | 0 | 3 | 2  | 31 | −29 | 3  |
| Hồng Kông  | 4  | 0 | 0 | 4 | 0  | 36 | −36 | 0  |

| Trung Quốc                                           | 5–2 | Hàn Quốc             |
| ---------------------------------------------------- | --- | -------------------- |
| · Lưu Anh 31', 71' · Tôn Văn 41' · Trương Âu Ảnh 45' |     | Kang Sung-mi ?', 76' |

| Hồng Kông | 0–8 | Kazakhstan |
| --------- | --- | ---------- |
|           |     |            |

| Trung Quốc | 15–0 | Guam |
| --- | ---- | ---- |
| Phàn Xuân Linh 9' · Tôn Văn 22', 55' · Lưu Ái Linh 27', 42' · Vương Kiến 36', 40', 65', 73' · Trâu Hải Yến 70' · Kim Yên 80', 85', 89' · Trương Âu Ảnh 83', 88' |      |      |

| Hàn Quốc | 6–0 | Kazakhstan |
| --- | --- | ---------- |
| Kang Sung-mi 14' · Lee Myung-hwa 18' · Choi Yun-hee 37' · Irina Galimova 67' (l.n.) · Kwon Min-joo 79', 82' |     |            |

| Kazakhstan | 0–9 | Trung Quốc                                                                |
| ---------- | --- | ------------------------------------------------------------------------- |
|            |     | Kim Yên 8', 69' · Lưu Anh 11', 22', 35', 86', 90', ?' · Vương Lệ Bình 79' |

| Hồng Kông | 0–2 | Guam                    |
| --------- | --- | ----------------------- |
|           |     | Dervish 55' · Malay 60' |

| Trung Quốc | 12–0 | Hồng Kông |
| ---------- | ---- | --------- |
| Vương Kiến |      |           |

| Hàn Quốc | 8–0 | Guam |
| -------- | --- | ---- |
|          |     |      |

| Guam | 0–8 | Kazakhstan |
| ---- | --- | ---------- |
|      |     |            |

| Hàn Quốc | 14–0 | Hồng Kông |
| -------- | ---- | --------- |
|          |      |           |

### Bảng C
| Đội         | Tr | T | H | B | BT | BB | HS  | Đ  |
| ----------- | -- | - | - | - | -- | -- | --- | -- |
| Nhật Bản    | 4  | 4 | 0 | 0 | 34 | 1  | +33 | 12 |
| Uzbekistan  | 4  | 3 | 0 | 1 | 9  | 6  | +3  | 9  |
| Thái Lan    | 4  | 2 | 0 | 2 | 6  | 10 | −4  | 6  |
| Philippines | 4  | 1 | 0 | 3 | 5  | 8  | −3  | 3  |
| Nepal       | 4  | 0 | 0 | 4 | 1  | 30 | −29 | 0  |

| Nhật Bản                                                                       | 9–0 | Thái Lan |
| ------------------------------------------------------------------------------ | --- | -------- |
| Yamagishi 6' · Takakura 8', 26' · Otake 10', 35', 39', 45' · Uchiyama 17', 45' |     |          |

| Philippines                                                        | 5–0 | Nepal |
| ------------------------------------------------------------------ | --- | ----- |
| Camaclang 20' · Cacho 44', 76' · Barlovento 80' · De los Reyes 90' |     |       |

| Uzbekistan       | 1–5 | Nhật Bản                                     |
| ---------------- | --- | -------------------------------------------- |
| Abdurasulova 32' |     | Obe 11' · Takakura 21' · Otake 44', 47', 62' |

| Thái Lan        | 5–0 | Nepal |
| --------------- | --- | ----- |
| Prompuy 2 bàn · |     |       |

| Nhật Bản                                                                             | 14–0 | Nepal |
| ------------------------------------------------------------------------------------ | ---- | ----- |
| Obe · Yamagishi · Mitsui · Mikami · Isaka · Aizawa · Takakura · Uchiyama · Kasashima |      |       |

| Philippines | 0–1 | Uzbekistan |
| ----------- | --- | ---------- |
|             |     |            |

| Philippines | 0–6 | Nhật Bản                                                    |
| ----------- | --- | ----------------------------------------------------------- |
|             |     | Isaka 10', 16', 71' · Yamagishi 46' · Aizawa 52' · Hara 63' |

| Thái Lan | 0–1 | Uzbekistan       |
| -------- | --- | ---------------- |
|          |     | Abdurasulova 84' |

| Uzbekistan | 6–1 | Nepal |
| ---------- | --- | ----- |
|            |     |       |

| Philippines | 0–1 | Thái Lan |
| ----------- | --- | -------- |
|             |     |          |

### Xếp hạng đội nhì
| Đội               | Tr | T | H | B | BT | BB | HS  | Đ  |
| ----------------- | -- | - | - | - | -- | -- | --- | -- |
| Đài Bắc Trung Hoa | 4  | 3 | 1 | 0 | 23 | 2  | +21 | 10 |
| Hàn Quốc          | 4  | 3 | 0 | 1 | 30 | 5  | +25 | 9  |
| Uzbekistan        | 4  | 3 | 0 | 1 | 9  | 6  | +3  | 9  |

## Vòng đấu loại trực tiếp
|  | Bán kết               | Bán kết           |                       |   | Chung kết | Chung kết |
|  |                       |                   |                       |   |           |           |
|  | 19 tháng 11 – Bacolod |                   |                       |   |           |           |
|  |                       |                   |                       |   |           |           |
|  | CHDCND Triều Tiên     | 0                 |                       |   |           |           |
|  | CHDCND Triều Tiên     | 0                 | 21 tháng 11 – Bacolod |   |           |           |
|  | Trung Quốc            | 3                 |                       |   |           |           |
|  | Trung Quốc            | 3                 | Trung Quốc            | 3 |           |           |
|  | 19 tháng 11 – Bacolod |                   | Trung Quốc            | 3 |           |           |
|  |                       | Đài Bắc Trung Hoa | 0                     |   |           |           |
|  | Nhật Bản              | Đài Bắc Trung Hoa | 0                     | 0 |           |           |
|  | Nhật Bản              |                   |                       | 0 |           |           |
|  | Đài Bắc Trung Hoa     | 2                 |                       |   |           |           |
|  | Đài Bắc Trung Hoa     | 2                 | Tranh hạng ba         |   |           |           |
|  |                       |                   |                       |   |           |           |
|  | 21 tháng 11 – Bacolod |                   |                       |   |           |           |
|  |                       |                   |                       |   |           |           |
|  | CHDCND Triều Tiên     | 3                 |                       |   |           |           |
|  | CHDCND Triều Tiên     | 3                 |                       |   |           |           |
|  | Nhật Bản              | 2                 |                       |   |           |           |

### Bán kết
| CHDCND Triều Tiên | 0–3 | Trung Quốc                                        |
| ----------------- | --- | ------------------------------------------------- |
|                   |     | Vương Lệ Bình 18' · Lưu Ái Linh 56' · Tôn Văn 77' |

| Nhật Bản | 0–2 | Đài Bắc Trung Hoa                           |
| -------- | --- | ------------------------------------------- |
|          |     | Chen Shu-Chiung 31' (ph.đ.) · Lin Chi-I 33' |

### Tranh hạng ba
| CHDCND Triều Tiên                                   | 3–2 | Nhật Bản            |
| --------------------------------------------------- | --- | ------------------- |
| Pak Jong-ae 11' · Kim Pol-hyui 28' · Sin Kum-ok 51' |     | Nami Otake 52', 69' |

### Chung kết
| Trung Quốc                           | 3–0 | Đài Bắc Trung Hoa |
| ------------------------------------ | --- | ----------------- |
| Vương Lệ Bình 17' · Lưu Anh 42', 45' |     |                   |